# Anatya guttata
Anatya guttata is een libellensoort uit de familie van de korenbouten (Libellulidae), onderorde echte libellen (Anisoptera).
De wetenschappelijke naam Anatya guttata is voor het eerst geldig gepubliceerd in 1848 door Erichson.